# 12 juillet 1949
Le mardi 12 juillet 1949 est le 193e jour de l'année 1949.

## Naissances
- André Guittier (mort le 6 février 2019), acteur français
- Christiane Lovay, peintre et dessinatrice suisse
- Diana Hardcastle, actrice britannique
- Dominique Hé, dessinateur et scénariste de bandes dessinées
- Gérard Ducerf, botaniste
- Hartmut Mirbach (mort le 13 juin 2011), peintre allemand
- Jean-François Bonhème, athlète français
- Jean Paul Marchandiau (mort le 18 janvier 2012), peintre français
- Maryse Roger-Coupin, personnalité politique française
- Michel Le Scouarnec, homme politique français
- Pavel Lounguine, cinéaste
- Rachid Benhadj, réalisateur algérien
- Rick Hendrick, pilote et dirigeant automobile

## Décès
- Douglas Hyde (né le 17 janvier 1860), historien poète, folkloriste et personnalité politique irlandaise
- Pierre Marty (né le 24 novembre 1900), haut fonctionnaire de police français
- Rowland Henry Biffen (né le 28 mai 1874), botaniste britannique